# Dolibarr
Dolibarr ERP/CRM es un software de Planificación de Recursos Empresariales (PRE, ERP en inglés) y Gestión de Relaciones con los Clientes (GRC, CRM en inglés) open source para la Pequeña y mediana empresa, autónomos o asociaciones.

## Características
La aplicación está disponible bajo licencia GNU/GPL (GNU General Public License).
Dolibarr es un proyecto realizado sobre la base de una política clara:
Ser un software que respete la siguiente regla de las 3S:
- Simple de desarrollar
- Simple de instalar
- Simple de usar

Las características principales del sistema Dolibarr podría resumirse en los siguientes puntos:
- Es un Sistema Multiusuario
- Posee su propio sistema de permisos (con varios niveles para cada característica)
- Una interfaz personalizable mediante temas
- Permite modular el código
- Funciona con versiones de MySQL 3.1 y superiores, y PHP 4.1 y superiores

## Funcionalidades
Dolibarr incluye las funcionalidades más importantes de un  PRE/GRC (En inglés ERP/CRM) exceptuando la gestión contable. Está basado en diferentes módulos más o menos dependientes unos de otros.
Se caracteriza principalmente por su facilidad de instalación y su simplicidad de uso a pesar del gran número de funcionalidades que se activan a través de módulos.

### Módulos principales
- Catálogo de clientes y/o clientes potenciales y/o proveedores
- Anuario de clientes, clientes potenciales, proveedores
- Anuario de contactos físicos
- Gestión de cuentas bancarias/Cajas
- Gestión de presupuestos
- Gestión de pedidos
- Gestión de contratos de servicio
- Gestión de facturación
- Gestión de stock
- Control de pagos
- Domiciliaciones bancarias
- Gestión de envíos
- E-Mailing
- Funciones de exportación
- Agenda

### Otros módulos
- Generación de PDF (facturas, pedidos, presupuestos...)
- Gestión de miembros de una asociación
- Gestión de favoritos
- Interface con Webcalendar/Phenix
- Informes
- Conectividad LDAP
- Gestión de subvenciones
- Gestión de notificaciones
- Módulo Paybox
- Módulo tracker Bit Torrent
- ClickToDial (con Asterisk)

### Diversos
- Multi-usuario, permisos por funcionalidades
- Varios gestores de menú (diferentes para los usuarios internos en back-office y para los externos en front-office)
- Muy simple de instalar y de usar
- Varios temas
- Código altamente personalizable
- Funciona con MySQL 3.1 o superior[2]
- Funciona con PHP 5.0 o superior[2]

### Funcionalidades que faltan
- Adopción de las Normas Internacionales de Información Financiera(NIIF)

## Arquitectura
Dolibarr está desarrollado en PHP para proporcionar una solución para su empresa, asociación o institución en cualquier parte del mundo.
De momento solamente soporta la base de datos MySQL.
Ha sido diseñado para funcionar con la más amplia gama de servidores o hosts posible. Así Dolibarr funciona con todas las configuraciones de PHP y no requiere ningún módulo PHP específico o complementario.
Dollibarr puede ser instalado en los Sistemas Operativos Windows (mediante el instalador DoliWamp), Mac OS X (DoliMamp) y Linux Ubuntu/Debian (Dolibarr para Ubuntu).

## Historia
El desarrollo se inició por Rodolphe Quiédeville, partiendo de cero, realizando las modificaciones en CVS, albergado por Savannah, en abril de 2002.
Jean-Louis Bergamo, otro miembro de April, realizó el módulo de gestión de miembros
- La versión 1.0 se realizó en septiembre de 2003.

Rodolphe llevó principalmente el desarrollo del producto hasta lograr una victoria en los trofeos del software libre en 2003 en la categoría de "Gestión Empresarial".
Fue una oportunidad para que otros desarrolladores descubrieran la nueva aplicación.
Incluyendo Laurent Destailleur, quien hizo los primeros cambios en el proyecto en diciembre de 2003.
Fue acompañado por Régis Houssin 1 año y medio más tarde, en junio de 2005.
Hasta la fecha, estos 2 últimos son los principales contribuyentes del proyecto.
- La versión 2.0 salió en diciembre de 2005.
- La versión 2.2 salió en diciembre de 2007.
- La versión 2.5 salió en diciembre de 2008.
- La versión 2.6 salió en abril de 2009.
- La versión 2.7 salió en diciembre de 2009.
- La versión 2.8 salió en marzo de 2010.
- La versión 2.9 salió en agosto de 2010.
- La versión 3.0 salió en marzo de 2011.
- La versión 3.1 salió en octubre de 2011.
- La versión 3.2 salió en julio de 2012.
- La versión 6.0.2 salió en octubre de 2017

La Fundación Dolibarr es una asociación que ayuda a desarrollar y promover el software ERP & CRM de Dolibarr. Fue creado el 2 de abril de 2009.
- El objetivo y el estado de fundación están disponibles en francés en la página Statuts de l'association (La fundación está registrada como una fundación francesa).
- Los estatutos de la fundación están disponibles en francés en la página Règlement intérieur de l'Association Dolibarr .
- Los contactos, la lista de los miembros de la oficina y de la junta están disponibles en la página Oficina y Miembros de la Junta Directiva .
- La lista de acciones principales y eventos pasados están disponibles en la página Pasamano y revisiones .

## Premios
- 2003
  - 1º en la categoría "Gestión de Empresas" en el concurso Les Trophées du Libre.[3]
- 2014
  - Sourceforge project of the week, marzo de 2014[4]
- 2015
  - Sourceforge project of the week, septiembre de 2015[5]
- 2016
  - Sourceforge project of the week septiembre de 2016[6]

## Enlaces
- El wiki Dolibarr (documentación)
- La demo en línea de Dolibarr
- Sitio oficial habla hispana
- (en inglés) Sitio oficial anglófono
- (en francés) Sitio oficial francófono
- (en inglés) DoliWamp, el Dolibarr para Windows
- Página del proyecto ChoiceERP
- Página Meetup de Bilbao sobre Dolibarr